# دویونوف
دویونوف (به لاتین: Duyunov) یک منطقهٔ مسکونی در روسیه است که در استان آستراخان واقع شده‌است.